# Xiaomi Mi 6
Lo Xiaomi Mi 6 (Cinese: 小米手机6) è uno smartphone top di gamma prodotto da Xiaomi e presentato ad aprile 2017.

## Caratteristiche tecniche

### Design e hardware
La parte anteriore, protetta da un vetro Gorilla Glass 4, presenta uno schermo IPS LCD da 5,15" con risoluzione Full HD, i sensori di prossimità, luminosità e un LED di notifica bianco in alto e un tasto home centrale in basso non cliccabile e con sensore d'impronte integrato, con ai lati due tasti funzione retroilluminati e con feed a vibrazione. La parte posteriore è costituita da un vetro curvo (è invece in ceramica nella versione bianca) e ospita la fotocamera posteriore doppia da 12 MP (f/1.8, 27mm, 1.25 µm) + 12 MP (f/2.6, 52mm, 1 µm), autofocus, zoom ottico 2x, flash dual-LED dual-tone, registrazione video 4K@30fps e moviola 720p@120fps. Lateralmente abbiamo i tasti del volume, il tasto d'accensione, il cassetto che ospita le due nano-SIM, in basso il microfono principale, lo speaker e la porta USB-C e in altro il sensore ad infrarossi e il secondo microfono. È assente il jack audio da 3,5 mm.
Il device è dotato di connettività 2G GSM, 3G HSDPA, 4G LTE, Wi-Fi 802.11 a/b/g/n/ac, dual-band, WiFi Direct, DLNA, hotspot, Bluetooth 5.0, A2DP, LE; GPS, A-GPS, GLONASS, BDS; porta ad infrarossi, NFC, USB-C 2.0, è presente in due tagli di memoria (4 GB di RAM e 64 GB di memoria interna non espandibile oppure 6 GB di RAM e 64/128 GB di memoria interna non espandibile) ed ha una batteria ai polimeri di litio da 3350 mAh non removibile.

### Software
A livello software il Mi 6 ha Android nella versione 7.1.1 Nougat con l'interfaccia utente di Xiaomi MIUI in versione 8.